# Siddeburen
Siddeburen – wieś w Holandii, w prowincji Groningen, w gminie Slochteren. Miejscowość była siedzibą oddzielnej gminy do roku 1826.